# 陳禪
陳禪（？年—126年），字紀山，巴郡安漢縣（今四川省南充市）人。東漢諫議大夫、司隸校尉。

## 生平
陳禪任郡功曹時，舉善罰惡，受郡裡的人所敬畏。察孝廉，州郡徵闢陳禪為治中從事。當時的刺史被檢舉受贓賄賂，陳禪自然被逮捕審問，陳禪沒有什麽財物，只有一些喪殮的器具。陳禪被拷打的次數無法計算，五種酷刑全部用上，陳禪依然神情自若，自始自終口供都未改變，陳禪便被釋放。
車騎將軍鄧騭聽聞陳禪的名聲而徵召他，舉薦他爲茂才。當時漢中蠻夷反叛，陳禪被任命為漢中太守。蠻夷聽聞陳禪之名，知道陳禪上任後，反叛的蠻夷便立刻投降。陳禪升任左馮翊，入朝任諫議大夫。
永寧元年（公元120年），西南方掸国王獻上音樂和表演魔術的人，表演的人會吐火、肢解自己身體、將牛和馬的頭互換。隔年的元旦朝會，那些都在朝廷上表演，漢安帝與群臣共同觀賞，眾人都感到很驚奇。陳禪獨自離席舉手大聲說：「當年齊國和魯國的夾谷之會，齊國作侏儒之樂，孔子殺了侏儒。他說：『禁止鄭國糜爛的音樂，遠離善於奉承的人。』帝王之庭，不該有夷狄之技。」尚書陳忠上奏彈劾陳禪說：「古時合歡之樂舞於堂，四夷之樂陳於門，《詩經》說：『以雅以南，韎任朱離』。今天撣國越過流沙，爬越縣度山，千里迢迢來進貢，這哪是糜爛的音樂、奉承的小人，可是陳禪在朝廷誹謗朝政，應該要劾陳禪入獄。」有詔書不能拘捕陳禪，陳禪被降職爲玄菟侯城障尉，恰逢碰上北匈奴入侵遼東郡，陳禪被任命為遼東太守。匈奴忌憚陳禪威強，退還數百里。陳禪沒有打算加兵追趕，只派吏卒前往曉喻慰勞他們，單于隨使者回郡。陳禪於學行禮，闡述道義來感化他們。單于心悅誠服，遣送一些珍寶後離開。
鄧騭被逼自殺後，由於陳禪曾是鄧騭故吏而被免官。後來復任為車騎將軍閻顯的長史，
閻太后臨朝稱制，閻顯入朝參與政事。廢太子爲濟陰王，以北鄉侯爲嗣。崔瑗認爲北鄉侯立不以正，知道閻顯會失敗，閻顯每天都在沉醉，沒辦法見到面。崔瑗請陳禪代為轉告，陳禪猶豫而沒有聽從。
延光四年（公元125年），漢少帝劉懿病逝，漢順帝即位，時任議郎的陳禪認為：「閻太后與漢順帝無母子恩情，應該將太后遷到其他住所，不再朝見。」朝臣們都認可。司徒掾周舉對李郃建議不該採納陳禪的意見，陳述了理由後，李郃採納周舉的建言，立即上書陳辭。同年，陳禪升任司隸校尉。隔年（公元126年），陳禪在任內去世。虞詡接任司隸校尉。

## 家庭

### 子
- 陳澄，官至漢中太守。[11]

### 曾孫
- 陳寶[12]，州別駕從事。[13]

## 延伸阅读
[在维基数据编辑]
 《後漢書·卷51》，出自范晔《後漢書》